# Dvoboj u podne
Dvoboj u podne je strip iz serijala Kit Teler objavljen u Lunov magnus stripu #302. u bivšoj Jugoslaviji 28. aprila 1978. godine u izdanju Dnevnika iz Novog Sada. Imala je 86 strana. Zajedno sa nastavkom (LMS-303: Gvozdeni čovek) čini zajedničku celinu. Cena epizode je bila 10 dinara.

## Originalna epizoda
Epizoda je originalno objavljena u Italiji u izdanju Boneli Comics Editore u julu i avgustu 1975. godine pod nazivom Destinazione Tucson (#140) i La Legione degli Invulnerabili (#141). Epizodu je nacrtala Lina Buffolente, a scenario napisao Dečo Kancio. Koštala je 350 italijanskih lira.

## Sadržaj
Kada na poziv svoje drugarice Lusi Riđokose (vlasnice hotela), Ani Četiri Pištolja stiže u Star-Siti, saznaje da je Lusinog muža ubio izvesni Ejton. Ejton je, osim toga, u gradu ubio još osmoro ljudi. Krupan je, snažan, brz na pištolju i  nepobediv u dvoboju revolverima.
Ejton se nalazi u društvu Kasela koji se prema njemu ponaša kao gospodar. Ejton ima zadatak da u Star Sitiju ubije što veći broj ljudi da bi dosegao reputaciju zbog koje niko iz straha neće smeti da ga izazove na dvoboj.
U želji da osveti Lusinog muža, Ani izaziva Ejtona na dvoboj. On prihvata, ali odbija da puca u Ani, prema kojoj izražava poniznu poslušnost. Istovremeno u grad stižu dva rendžera. Kasel odmah naređuje Ejtonu da ih ubije, što ovaj bezpogovorno izvršava. 
Nedelju dana kasnije u Star Siti stižu Kit i Frenki. Ani ih upoznaje sa problemom, nakon čega Kit odlučuje da izazove Ejtona na dvoboj. Ejton, međutim, puca brže od Kita, i Kit pogođen pada na zemlju. Ejton prilazi da ga dokrajči (nameravajući da mu puca u glavu), ali tada se pojavljuje Ani koja mu naređuje da to ne čini. Ejton je posluša, dokazujući još jednom da Ani nad njim ima neobjašnjivu moć, što je činjenica koja je veoma razljutila Kasela.
Kit, međutim, nije poginuo, već je samo ranjen. On i Frenki, u dogovoru sa lokalnim pogrebnikom, organizuju lažno odvođenje Kita iz Star Sitija u sanduku u pogrebnim kolima. Ejton je, međutim, saznao za prevaru i na Kaselovo insistiranje kreće da ubije Kita. U trenutku kada sustiže kola, Kit sa kolima pada u reku. Ejton skače za njim, ali se u reci utapa pred Kitovim očima.
Par meseci kasnije, u utvrđenje rendžera stiže vest kako je u gradiću Lismor čovek po imenu Benson ubio sedmoro ljudi. Kit i Frenki kreću da ispitaju ovaj slučaj. Na putu sreću Triger Majlsa, profesionalnog revolveraša, koji je takođe krenuo u Lismor da ubije Bensona.
Stigavši u Lismor, Triger izaziva Bensona, ali gubi u dvoboju. Epizoda doseže vrhunac kada Kit i Frenki, gledajući dvoboj iz kuće, shvataju da Benson izgleda potpuno isto kao Ejton. Sličnost nije samo u licu. I Benson je krupan, snažan, brz na obaraču i nepobediv. Kit prilazi Bensonu i obraća mu se sa “Zdravo Ejtone!”, ali Benson se ponaša kao da ga vidi u životu prvi put. Kit i Frenki su i ubeđeni da je Benson Ejton. (Kit sumnja da je Ejtn izgubio pamćenje.) Da bi razrešili misteriju Bensonovog identiteta, Kit šalje telegram Ani Četiri Pištolja da hitno dođe u Lismor da vide kako će Benson reagovati na njenu pojavu. 
U poslednjim scenama epizode saznajemo da se Benson u Lismoru takođe nalazi u društvu Kasela koji se prema njemu ponaša kao gospodar i izdaje mu naređenja. Saznajemo da je Benson otporan na vrućinu. Dok se Kasel kupa u sauni na 45 stepeni, Benson mirno stoji pored njega obučen u zimski kaput bez kapljice znoja.

## Repriza epizode
Epizoda je reprizirana u Italiji u okviru edicije If edizioni u #71, koji je izašao 14. aprila 2018. Koštala je 8 €. U Srbiji je prvi deo epizode repriziran u okviru ep. Odredište Tuson (LMS-1023), koja je izašla 17.10.2023. Drugi deo epidozde repriziran je u sveci Legija neranjivih (LMS-1027), koja je izašla 2.1.2024). U Hrvatskoj je ova epizoda reprizirana 12.11.2019. godine u izdanju izdavačke kuće Van Gog.

## Prethodna i naredna sveska
Prethodna sveska Malog rendžera u LMS nosila je naziv Operacija sudar (#299), a naredna Gvozdeni čovek (#303).